# 温井战斗
40°6′33″N 125°53′47″E / 40.10917°N 125.89639°E
溫井戰鬥，或稱溫井里戰鬥（：／），為中國人民志願軍在韓戰當中最早參加的戰役之一，發生於1950年10月25日至10月29日之間，地點為朝鮮民主主義人民共和國平安北道雲山郡的溫井里及其周邊區域。溫井之戰也是抗美援朝第一次戰役初期的一場主要事件，志願軍第40軍（今第40集团军）在此戰當中，為了阻止聯合國軍進逼中國邊境的鴨綠江，而實施了一系列的伏擊行動，重創了大韓民國陸軍的第2軍及其第6步兵師，美國第八軍團的右翼也因此遭到破壞。

## 背景
1950年6月25日韓戰爆發後，朝鮮人民軍揮兵南進，瓦解大韓民國國軍的抵抗、攻佔半島南部的大部分區域。雖然以美軍為首的聯合國軍登陸參戰，但它們也在初期的交鋒中經歷了一番挫敗，一路撤退到釜山環形防禦圈，以洛東江作為最後防線、抵擋朝鮮人民軍對釜山和大邱的進攻。隨著9月15日美國海軍陸戰隊登陸仁川，首都漢城（今首爾）及南方各道重回韓國的控制之下，朝鮮人民軍到10月時的戰力也已經蒙受了重大損失。
韓國陸軍在10月1日過界北伐之後，與朝鮮半島僅有一江之隔的中華人民共和國逐漸轉變原本的不干預立場，其總理周恩來在10月3日時透過印度駐華大使潘尼迦對外傳達了「若是美軍跨越三八線，中國將不會坐視不顧」的訊息。儘管如此，美軍和更多韓軍部隊仍進入北方，攻克平壤與元山，然後朝著鴨綠江進發。聯合國軍司令部還擬定了「感恩節攻勢」的計畫，希望藉此及早於11月下旬結束戰爭，而在這樣的安排下，由第6、第7和第8步兵師組成的韩国第二军奉命在10月23日時，取道溫井里前往中朝邊境。
為了回應聯合國軍的進攻，中國人民解放軍之下的「東北邊防軍」改名為中國人民志願軍，為進入朝鮮半島作戰積極準備，彭德懷被任命為司令員。在入朝初期，韓國第2軍被選為摧毀的目標，因為這支沿著半島中部的太白山脈打入北方的軍級單位，在當時正替美國第八軍團擔當著右翼先頭部隊的角色。10月18日，北京敲定了出兵的計畫，而志願軍也在翌日秘密入朝參戰。

## 序幕

### 戰場地勢
溫井里是位於清川江下游河谷的一處戰略要地，其西南方10英里（16）處是雲山，東方的熙川為韓國第2軍的集結之地，北方的古場洞（고장동）距離鴨綠江約50英里（80），與溫井之間有公路聯絡。由於中朝邊境多山而崎嶇，因此使得溫井成了少數能從南方通往鴨綠江畔的關口。這種地勢令韓軍的調動大受阻礙，對中國人民志願軍而言卻是個實施伏擊戰的理想地點。

### 兩軍動態
10月22日，韓國第2軍的第6步兵師集結於順川、新倉里（신창리）之間。毛澤東判斷該師將經由新安州到博川及其西地帶，接著前往新義州。為了獲取先機，他於當日7時發給彭德懷、以及志願軍委員會副書記鄧華的電文中，確定要將韓6師和8師鎖定為殲滅對象。而彭德懷在同一天10時提出的初期構想中，指示「（韓）6、7、8師攻擊時...集39軍、40軍主力由溫井、雲山線向東攻擊敵側背」。
然而在此之後，美韓聯軍加快了北上速度、改變了志願軍的策略。韓國第6師主力部隊開入價川、寧邊而逼近熙川，第8師和第1師則分別抵達寧遠和軍隅里。志願軍主力距離預定區域尚遠，已經來不及在熙川以南打擊韓軍，而毛澤東的新命令則是讓39軍、40軍避免過早與韓軍接觸，並任由韓軍進入熙川、溫井、龜城，以達到「誘敵深入、利於殲擊」的目的。
10月24日時，韓國第6師已經從熙川向西開攻，同日就拿下了溫井。接著，第6師的第2步兵團準備由溫井開赴北鎮（북진），而其第7步兵團從溫井向古場出發，直接威脅到志願軍的交通線。由於聯合國軍尚未察覺志願軍已經入朝參戰，又預期朝鮮人民軍無力發起反抗，因此在各部隊之間沒有加強協調。但在這樣的情形下，韓6師7團之下的部隊還直接抵達鴨綠江畔，完全忽略到周邊的新威脅。
當韓軍進逼中國東北邊境的時候，中國人民志願軍也在著手調動兵力，準備開打第一次戰役。彭德懷此時正在打點大榆洞（대유동）的新指揮總部，而韓軍6師2團和7團的動作馬上迫使他把注意力轉移到部署的修正上，因為志願軍陣地周邊沒有任何朝鮮人民軍協助掩護，而這樣會讓為數眾多的中國人民志願軍暴露蹤影。在原先的方案裡，第40軍預定在26日於溫井和北鎮之間集結，目標是要先於熙川聚殲韓6師，不過韓軍、美軍和英聯邦第27旅朝鴨綠江多線推進的局勢打破了其原先的計畫。
10月25日凌晨，40軍之下的2個師都前往指定的阻截位置——第118師抵達北鎮以東、第120師進入雲山以北。在10月25日上午、戰鬥爆發之前的部署中，40軍的任務便是準備到溫井以北和以西地區、並在當地對韓國第6師施以包圍和消滅之術。志願軍還在韓軍第2團計畫行經的溫井－北鎮公路周邊的山麓上設置了數個伏擊點。

## 戰鬥經過

### 兩水洞
10月25日早晨，作為韓國陸軍6師2團前衛部隊的第3營已經就位待命，接著團部就下令部隊進攻北鎮。當第3營在營長宋大厚少校（송대후）的帶領下出發了之後，就在溫井里以北的兩水洞（량수동）碰上了志願軍118師的偵察連，成為溫井之戰中第一個接觸到中國人民志願軍的韓軍單位。韓國兵們起初以為對方只是朝鮮人民軍的小股部隊，於是紛紛下車準備開槍驅趕，但118師卻憑藉足足兩個團的兵力，居高臨下地實施猛攻。該師的354團襲擊韓國營的側翼、353團則從354團右翼出擊，很快就將之分割成三段，營上官兵開始敗逃，沿路拋棄開來的軍車和火砲，約有400人逃出包圍，回到溫井。
當韓軍第2團團部知悉3營遭到重襲之時，馬上命令2營前往支援、同時將1營調回溫井。雖然第2營在行軍的途中同樣面臨強力阻擊、無法前進，但還是在亂中俘虜了數位志願軍士兵。儘管這些志愿军战俘對韓軍表示，公路周邊的中國人民志願軍兵力已經達到1萬人，然而韓6師在兩水洞戰鬥結束後，仍命令第2團堅守溫井。

### 志願軍攻下溫井
中國人民志願軍和韓國國軍在上午的交戰推翻了彭德懷的原始計畫，也過早暴露了志願軍部隊的存在。下午15時50分，志願軍第40軍下達了攻擊溫井韓軍的作戰令，除了118師由富興洞（부흥동）經豐下洞（풍하동）朝溫井西北開攻外，該軍的120師也出動了3個團參戰，其中一個團襲擊溫井南方、一個團待命阻擊熙川方面來軍，最後一個團不但同時待命阻擊雲山方面來軍、也預備攔截溫井的韓軍南撤。
26日凌晨0時過後，中國人民志願軍118師和120師便開始兩面夾擊韓軍第2團，在2至3個小時後佔領了溫井。雖然第2團團長咸炳善上校試著到溫井以東5（3.1英里）處重新集結部隊，不過志願軍依然於一個小時後攻下他的新據點。此時的第2團已經沒有一個完好的連級單位，幾近滅團，全團3,100人中有2,700人向清川江方向逃竄。2團3營的美軍顧問葛連·瓊斯中尉（Lt Glen C. Jones）脫逃不及，成為俘虜，最後死在北朝鮮的戰俘營中，另一名顧問保羅·萊爾斯上尉（Cpt Paul V. S. Liles）也被擄走。韓2團遭遇災難性打擊的消息在當天就傳到了聯合國軍司令麥克阿瑟那裡。

### 第二次伏擊
毛澤東雖然於10月26日發電祝賀了志願軍在溫井的初戰勝利，但他並未被這樣的進展所滿足，還敦促彭德懷圍困當地的韓軍兵力，並以此作為誘餌吸引其他韓軍部隊。韓軍方面，第2軍軍部因情勢所逼，指示朴光赫上校（박광혁）的6師19團和高根弘上校（고근홍）的8師10團打回溫井，搶救遺落在當地的軍火和裝備。雖然林富澤上校的7團在26日時抵達了古場，其下一個營甚至從慈江道的楚山朝鴨綠江彼岸的中國境內開砲，上級仍然命令該團隨著第6師南撤。
為了把韓國第2軍釣上鉤，志願軍118師奉彭德懷之命、前去圍困楚山、古場一帶的韓國第7團，而119師和120師則分守在溫井以南、以東地區，只要有韓軍派來的增援部隊行經該地，它們就下手攻擊。此時，志願軍總部認為除了韓國第6師之外，其第1師也可能經由龍浦洞（용포동）前往溫井，形成東、南、西南三方合擊的陣式，因而制定了新計畫，以40軍主力將韓國部隊吸引到寧邊境內的龜頭洞（구두동）、立石洞（입석동）、天水洞（천수동）、龍浦洞等地，再從東西兩側出動38軍、39軍聯合包抄，在溫井集中消滅韓國各路增援部隊。10月27日，118師切斷了溫井－古場公路，打算截斷韓國第7步兵團的南撤之路並加以孤立，但第7團因為耗盡燃料，根本沒有到達志願軍設置路障的地點。

#### 龜頭洞
28日白天，120師在溫井東邊的龜頭洞遇上了韓國19團從熙川朝西派來的兩個營，不過該師為了吸引韓6師、8師的其餘部隊前來馳援，僅調用師上部分兵力與之對峙。到了當天晚上時，事態的發展卻未如志願軍的打算，韓8師僅出動10團之下的另外兩個營前往龜頭洞，全師主力依然留在球場洞（구장동），而韓1師也僅停留在雲山以北。
當彭德懷發現韓國第2軍並未中計時，他命令119師和120師摧毀該軍的第10團和第19團，118師則負責與第50軍的148師合作殲滅其第7團。午夜0時之後，119及120師在溫井以東迅速朝韓國10團和19團發起進攻，而中國人民志願軍設置的路障也逼迫節節敗退的韓國士兵們拋下車輛和大砲，才能從當地脫身。至29日白天時，韓國軍已經在一晚激戰中被滅了4個營，志願軍40軍截獲其20餘門榴彈砲、60餘輛軍車、俘虜400餘人。

## 後續
韓國第6師和8師第10團在溫井戰鬥中受到重度打擊，這場敗仗加上延伸到鴨綠江的過長戰線，使第6師喪失了戰鬥力。在此之後，韓2軍無異於遭受毀滅性打擊，組織崩離而不再完善，而這意味著美國第八軍團的右翼門戶大開，處於危險境地，完全暴露在準備南下打擊聯合國部隊的中國人民志願軍面前。志願軍司令部便利用了這個契機，發起另外一場攻勢襲擊第八軍團，導致之後韓軍1師第15團和美軍第8騎兵團在雲山一帶傷亡慘重。聯合國軍眼見大批中國人民志願軍湧入自己的防線後方，連忙退往清川江一帶，最後是美軍第5團級作戰隊和韓軍第7步兵師於11月4日的軍隅里發起反攻阻擋志願軍，才使第八軍團免於覆滅。11月5日，中國人民志願軍考量到後勤補給的困難，只好結束第一次抗美援朝戰役，志願軍在東西兩線的進攻全部終止。
雖然志願軍無法在溫井戰鬥之後突破聯合國軍陣線，但志願軍的指揮官們看到了位於美國第八軍團右翼的韓國第2軍是個弱點，因此當抗美援朝第二次戰役開打後，彭德懷又將焦點放到了韓2軍之上，而使得志願軍得以在清川江戰役中擊敗聯合國軍。
溫井戰鬥和同於10月25日上午爆發的雲山戰鬥揭開了中國人民志願軍入朝參戰的序幕，中華人民共和國政府將這個日期定為「抗美援朝紀念日」。

#### 龍谷洞
此時，整個韓國第6師被打到只剩下最深入北方的第7團，該團所有部隊在古場會合之後，準備朝檜木洞（회목동）撤離。在118師擬定的計畫中，決定先阻止該團脫逃，然後再與148師合力將之剷滅。29日，韓7團開始準備經由古場南方的龍谷洞（용곡동）撤退，但志願軍早在28日晚間於龍谷－板坪（판평）兩洞之間設置了阻擊陣地，於是該團便於該日上午9時在古場以南20英里（32）處、龍谷洞附近落入了118師353團的區域內，進而遭到重襲。
遇襲之後的韓軍第7團，在飛機和砲火支援下反攻志願軍陣地，卻未能成功，反而被志願軍迂迴包圍，第6師師部命令該團人員拋棄重型裝備，穿越山區向檜木洞突圍。察覺了韓軍動態的志願軍118師，不等148師到場支援，直接發動最後攻擊。在戰鬥了2個小時後，韓7團的秩序潰散了，團上的倖存者都必須遁入深山裡，志願軍118師又加以追擊和搜索。至10月30日時，大致上已經瓦解了韓7團的組織，包含林富澤團長在內的全團軍官875人和兵士3,552人朝山中逃散，美軍顧問哈利·弗萊明少校（Maj Harry Fleming）全身受傷15處，接著又被中國人民志願軍士兵活逮。